# Holidays in Europe (The Naughty Nought)
Holidays in Europe (The Naughty Nought) är det andra och sista studioalbumet från den isländska postpunk-gruppen Kukl. Albumet släpptes i januari 1986 på Crass Records.

## Om albumet
Holidays in Europe (The Naughty Nought) spelades in i oktober 1985 till oktober 1986 i Southern Studios i London och producerades av Penny Rimbaud från gruppen Crass. Albumet var mer komplext i jämförelse med det föregående studioalbumet The Eye med mer användande av elektroniskt ljud, distade samplingar och synthesizers. Låttitlarna har fått namn efter europeiska städer gruppen besökte under sin föregående turné och musiken har även den inspirerats av dessa städer. Albumet har flera gånger återutgivits på CD och vinylskiva av både Crass Records och One Little Indian Records.

## Låtlista
Vinyloriginal
| 1.           | Outward Flight (Psalm 323)     | 3:49  |
| 2.           | France (A Mutual Thrill)       | 4:19  |
| 3.           | Gibraltar (Copy Thy Neighbour) | 4:55  |
| 4.           | Greece (Just By The Book)      | 6:58  |
| Total längd: | Total längd:                   | 20:01 |

| 1.           | England (Zro)              | 4:51  |
| 2.           | Holland (Latent)           | 4:40  |
| 3.           | Aegean (Vials Of Wrath)    | 4:29  |
| 4.           | The Homecoming (The Night) | 2:54  |
| Total längd: | Total längd:               | 16:54 |

## Medverkande musiker
- Björk (Björk Guðmundsdóttir) – sång
- Einar Ørn (Einar Örn Benediktsson)  – sång, trumpet
- God Krist (Guðlaugur Kristinn Óttarsson) – elgitarr
- Birgir (Birgir Mogensen) – elbas
- Melax (Einar Arnaldur Melax) – synthesizer, piano
- Trix (Sigtryggur Baldursson) – trummor
- Jamil Sairah - Sång tillsammans med Björk på "England (Zro)"